# ТЕС Алту-ду-Родригіс (Termoaçu)
5°22′56″ пд. ш. 36°49′13″ зх. д. / 5.38222° пд. ш. 36.82028° зх. д.
ТЕС Алту-ду-Родригіс (Termoaçu) — теплова електростанція у бразильському штаті Ріу-Гранді-ду-Норті. Певний час носила назву ТЕС Jesus Soares Pereira.
У 2008 році на майданчику станції ввели в експлуатацію дві газові турбіни потужністю по 171,6 МВт. Хоча відпрацьовані ними гази потрапляють у котли-утилізатори, проте вироблена останніми пара – 610 тон на годину – призначена для використання у технологічному процесі видобутку нафти. В подальшому не виключене встановлення парової турбіни, що утворить комбінований парогазовий цикл по виробництву електроенергії та збільшить потужність станції до 450 МВт.
Як паливо використовують природний газ, який надходить із трубопровода Gasfor через перемичку Gasmel довжиною 32 км із діаметром 250 мм.
Видача продукції ТЕС відбувається по ЛЕП, розрахованій на роботу під напругою 230 кВ.